# Lo Teatro Regional
Lo Teatro Regional fou un setmanari català d'informació teatral. Nascut com a resultat de l'escissió de Lo Teatre Català, es publicà entre 1892 i 1902 sota una òptica vuitcentista. El subtítol fou «Setmanari Ilustrat de Literatura, Novas y Anuncis, dedicat ab preferència al desarrollo de la vida teatral de Catalunya». Va ser dirigit pel periodista Joan Bru i Santcliment, i l'equip estava format per Josep Ximeno i Planas, A. Llimoner (pseudònim de Manuel Marinel·lo), Felip Dalmases i Gil, Ramon Suriñach i Senties i altres col·laboradors.